# Yvo Molenaers
Yvo Molenaers (Herderen, Riemst, Limburg, 25 de febrer de 1934) és un ciclista luxemburguès, ja retirat, que fou professional entre 1956 i 1967. En el seu palmarès destaquen la victòria a la Volta a Luxemburg de 1963, així com victòries d'etapa a la París-Niça i la Volta a Suïssa. També destaquen els podis aconseguits en clàssiques de renom com la Milà-Sanremo (3r el 1960 i 2n el 1962) i la París-Roubaix (3r el 1964).

## Palmarès
- 1952
  - Vencedor d'una etapa a la Volta a Limburg amateur
- 1958
  - 1r a la Hoeilaart - Diest - Hoeilaart
  - 1r a l'Omloop 7 Mijnen
- 1959
  - 1r a Sint-Gillis-bij-Dendermonde
  - 1r a l'Omloop der Vlaamse Gewesten
- 1960
  - Vencedor d'una etapa de la París-Niça
  - 1r a l'Anvers - Ougrée
- 1961
  - Vencedor d'una etapa de la Volta a Suïssa
- 1963
  - 1r a la Volta a Luxemburg
- 1964
  - 1r al Critèrium Beveren-Waas
  - 1r a Nieuwerkerken Limburg
- 1966
  - 1r a l'Omloop Mandel-Leie-Schelde
  - 1r a Nieuwerkerken Limburg

### Resultats al Tour de França
- 1960. 64è de la classificació general
- 1963. Abandona (17a etapa)
- 1964. Abandona (9a etapa)
- 1965. 81è de la classificació general
- 1966. 81è de la classificació general

### Resultats al Giro d'Itàlia
- 1959. Abandona
- 1960. Abandona (8a etapa)
- 1961. 84è de la classificació general
- 1965. 42è de la classificació general